# گور اسپید
گور اسپید، روستایی از توابع بخش ماهورمیلاتی شهرستان ممسنی در استان فارس ایران است.

## جمعیت
این روستا در دهستان ماهور قرار دارد و براساس سرشماری مرکز آمار ایران در سال ۱۳۸۵، جمعیت آن ۲۱۸ نفر (۴۱خانوار) بوده‌است.صد درصد جمعیت گورسپید ترک های قشقایی از طایفه دره شوری هستند که اکثریت از تیره لک علیمرادلو هستند.تیره لک شامل فامیل های لک زنگ ،زندی و قرمزی هست. تعداد کمی هم سادات در این روستا زندگی می کنند.